# Remleria
Remleria is een geslacht van schimmels uit de familie Hyaloscyphaceae. De typesoort is Remleria myrtillinoide.

## Soorten
Volgens Index Fungorum telt het geslacht vier soorten (peildatum maart 2022):
| Soortnaam                | Auteur(s)                         | Publicatiejaar |
| ------------------------ | --------------------------------- | -------------- |
| Remleria myrtillinoides  | (Rehm) Raitv.                     | 2004           |
| Remleria piceicola       | Raitv.                            | 2004           |
| Remleria rhododendricola | (Rehm) Raitv.                     | 2004           |
| Remleria tetraspora      | (K.S. Thind & M.P. Sharma) Raitv. | 2004           |